# Южная Развязка
Южная Развязка — посёлок в Брянском районе Брянской области, в составе Свенского сельского поселения. Расположен в 1,5 км от южной окраины г. Брянска, в 3 км к востоку от станции Свень, при железнодорожной платформе «Пост Брянск-Южный».
Население — 4 человека (2010).
Возник в середине XX века; с 1963 года был причислен к Свенскому поссовету, а с 1970-х гг. по 2007 год — включён в состав пгт Свень.